# Biserica premonstratensă din Oradea
Biserica premonstratensă, cu hramul „Maica Îndurerată”, este o biserică romano-catolică din Oradea, monument istoric și de arhitectură. În Repertoriul Arheologic Național, monumentul apare cu codul 26573.17. Biserica se află lângă actualul Colegiu Național Mihai Eminescu din Oradea, care a fost până la interzicerea ordinelor religioase în 1948 mănăstirea ordinului premonstratens din România.